# Francisco Pavón
Francisco Pavón Barahona (Madrid; 9 de enero de 1980) es un exfutbolista español que jugaba de defensa.

## Biografía
Debutó en Primera División en la temporada 2001/02 durante un Real Madrid-Athletic Club (2-0) y con Vicente del Bosque de entrenador. Su buena actuación en los partidos posteriores permitió su permanencia en la primera plantilla. En este año, su primero en el primer equipo, disputó 28 partidos.
En las temporadas siguientes, y a pesar de los continuos cambios de entrenador, se asentó como titular en la defensa madridista, pero a partir de la temporada 2004-05 su participación fue haciéndose más esporádica. Con la llegada de Fabio Capello al banquillo del Real Madrid, Pavón dejó de aparecer en las alineaciones del equipo y apenas contaba para dicho entrenador.
Dio nombre al lema de la era galáctica de los «Zidanes y Pavones», debido a sus buenas actuaciones y las de otros canteranos en los primeros años de Florentino Pérez como presidente. Florentino llegó a afirmar que al Real Madrid le bastaría con fichar una gran estrella por año, llegando a ser cubiertos los otros puestos con jugadores de la cantera blanca.

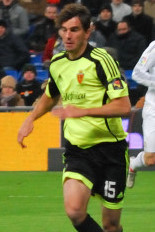
Pavón vistiendo la camiseta del Real Zaragoza

Llegó libre al Real Zaragoza en 2007. Aunque comenzó de titular, la mala marcha del equipo y los constantes cambios de entrenador ocasionan que sus apariciones en el conjunto maño fueron haciéndose cada vez menos habituales; ese año el Zaragoza descendería y Pavón permanecería en la plantilla maña durante el largo año en Segunda. En la categoría de plata contó con una mayor presencia en el equipo aunque su situación estuvo lejos de ser la de indiscutible, a pesar de todo el Zaragoza culmina la campaña con el retorno a Primera.
La vuelta a la máxima categoría para la temporada 2009/10 no cambia la situación de Pavón, raramente juega y su presencia en el banquillo o la grada es lo más habitual. Por ello, en el verano de 2010 el Zaragoza le da la carta de libertad y Pavón ficha por el club francés AC Arles-Avignon, donde se reencuentra con un viejo conocido de la cantera madridista, Álvaro Mejía.
En el año 2012, el excampeón de Europa tiene un bonito gesto al renunciar a la ayuda por desempleo al quedar en paro con 32 años. "Hay gente que lo necesita más que yo y eso sería inmoral", admite.

## Estadísticas

### Clubes
| Club | Div.          | Temporada     | Liga  | Liga  | Copas nacionales(1) | Copas nacionales(1) | Torneos internacionales(2) | Torneos internacionales(2) | Otros(3) | Otros(3) | Total | Total |
| Club | Div.          | Temporada     | Part. | Goles | Part.               | Goles               | Part.                      | Goles                      | Part.    | Goles    | Part. | Goles |
| --- | ------------- | ------------- | ----- | ----- | ------------------- | ------------------- | -------------------------- | -------------------------- | -------- | -------- | ----- | ----- |
| Real Madrid Castilla · España | 2.ª B         | 2000-01       | 38    | 1     | —                   | —                   | —                          | —                          | —        | —        | 38    | 1     |
| Real Madrid C. F. · España | 1.ª           | 2000-01       | 0     | 0     | 0                   | 0                   | 1                          | 0                          | 0        | 0        | 1     | 0     |
| Real Madrid C. F. · España | 1.ª           | 2001-02       | 28    | 0     | 7                   | 1                   | 10                         | 0                          | 0        | 0        | 45    | 1     |
| Real Madrid C. F. · España | 1.ª           | 2002-03       | 22    | 0     | 6                   | 0                   | 9                          | 0                          | 2        | 0        | 39    | 0     |
| Real Madrid C. F. · España | 1.ª           | 2003-04       | 29    | 1     | 3                   | 0                   | 6                          | 0                          | 1        | 0        | 39    | 1     |
| Real Madrid C. F. · España | 1.ª           | 2004-05       | 17    | 0     | 3                   | 0                   | 7                          | 1                          | —        | —        | 27    | 1     |
| Real Madrid C. F. · España | 1.ª           | 2005-06       | 10    | 0     | 1                   | 0                   | 3                          | 0                          | —        | —        | 14    | 0     |
| Real Madrid C. F. · España | 1.ª           | 2006-07       | 0     | 0     | 2                   | 0                   | 0                          | 0                          | —        | —        | 2     | 0     |
| Real Madrid C. F. · España | Total club    | Total club    | 106   | 1     | 22                  | 1                   | 36                         | 1                          | 3        | 0        | 167   | 3     |
| Real Zaragoza · España | 1.ª           | 2007-08       | 8     | 0     | 1                   | 0                   | 1                          | 0                          | —        | —        | 10    | 0     |
| Real Zaragoza · España | 2.ª           | 2008-09       | 24    | 3     | 1                   | 0                   | —                          | —                          | —        | —        | 25    | 3     |
| Real Zaragoza · España | 1.ª           | 2009-10       | 11    | 2     | —                   | —                   | —                          | —                          | —        | —        | 11    | 2     |
| Real Zaragoza · España | Total club    | Total club    | 43    | 5     | 2                   | 0                   | 1                          | 0                          | 0        | 0        | 46    | 5     |
| A. C. Arles-Avignon Francia | 1.ª           | 2010-11       | 26    | 0     | 2                   | 0                   | —                          | —                          | —        | —        | 28    | 0     |
| Total carrera | Total carrera | Total carrera | 213   | 7     | 26                  | 1                   | 37                         | 1                          | 3        | 0        | 279   | 9     |
| (1) Incluye datos de la Copa del Rey (2001-09) y Copa de Francia (2010-11). (2) Incluye datos de la Liga de Campeones (2000-06) y Copa de la UEFA (2007-08). (3) Incluye datos de la Supercopa de Europa (2002), Copa Intercontinental (2002) y Supercopa de España (2003). |               |               |       |       |                     |                     |                            |                            |          |          |       |       |

## Palmarés

### Campeonatos nacionales
| Título              | Club              | País   | Año  |
| ------------------- | ----------------- | ------ | ---- |
| Campeonato de Liga  | Real Madrid C. F. | España | 2001 |
| Supercopa de España | Real Madrid C. F. | España | 2001 |
| Campeonato de Liga  | Real Madrid C. F. | España | 2003 |
| Supercopa de España | Real Madrid C. F. | España | 2003 |
| Campeonato de Liga  | Real Madrid C. F. | España | 2007 |

### Campeonatos internacionales
| Título                | Club              | Sede     | Año  |
| --------------------- | ----------------- | -------- | ---- |
| Liga de Campeones     | Real Madrid C. F. | Glasgow  | 2002 |
| Supercopa de Europa   | Real Madrid C. F. | Mónaco   | 2002 |
| Copa Intercontinental | Real Madrid C. F. | Yokohama | 2002 |